# Gibson Amphitheatre
A Gibson Amphitheatre (korábbi nevén Universal Amphitheatre) egy Kaliforniában álló színház Universal Cityben (Amerikai Egyesült Államok). Befogadóképessége 6189 fő, 3900 szék a földszinten, 2189 az emeleten. 1972-ben épült még szabadtéri felhasználásra, majd 1982-ben beltéri színházzá alakították az akusztika miatt. Eredeti neve Universal Amphitheatre volt, majd 2005-ben a Gibson Guitar Corporation egyesült az Universal Stúdióval és a színház megkapta mai nevét.
Ez a harmadik legnagyobb beltéri színház Kaliforniában a Los Angeles-i Nokia Theatre és a Shrine Auditorium után. Rendszeres eseményei a koncertek és egyéb művészeti események, beleértve az évente megrendezésre kerülő MTV Movie Awards és MTV Video Music Awards díjátadó rendezvényeket.